# 大哈夫訥山

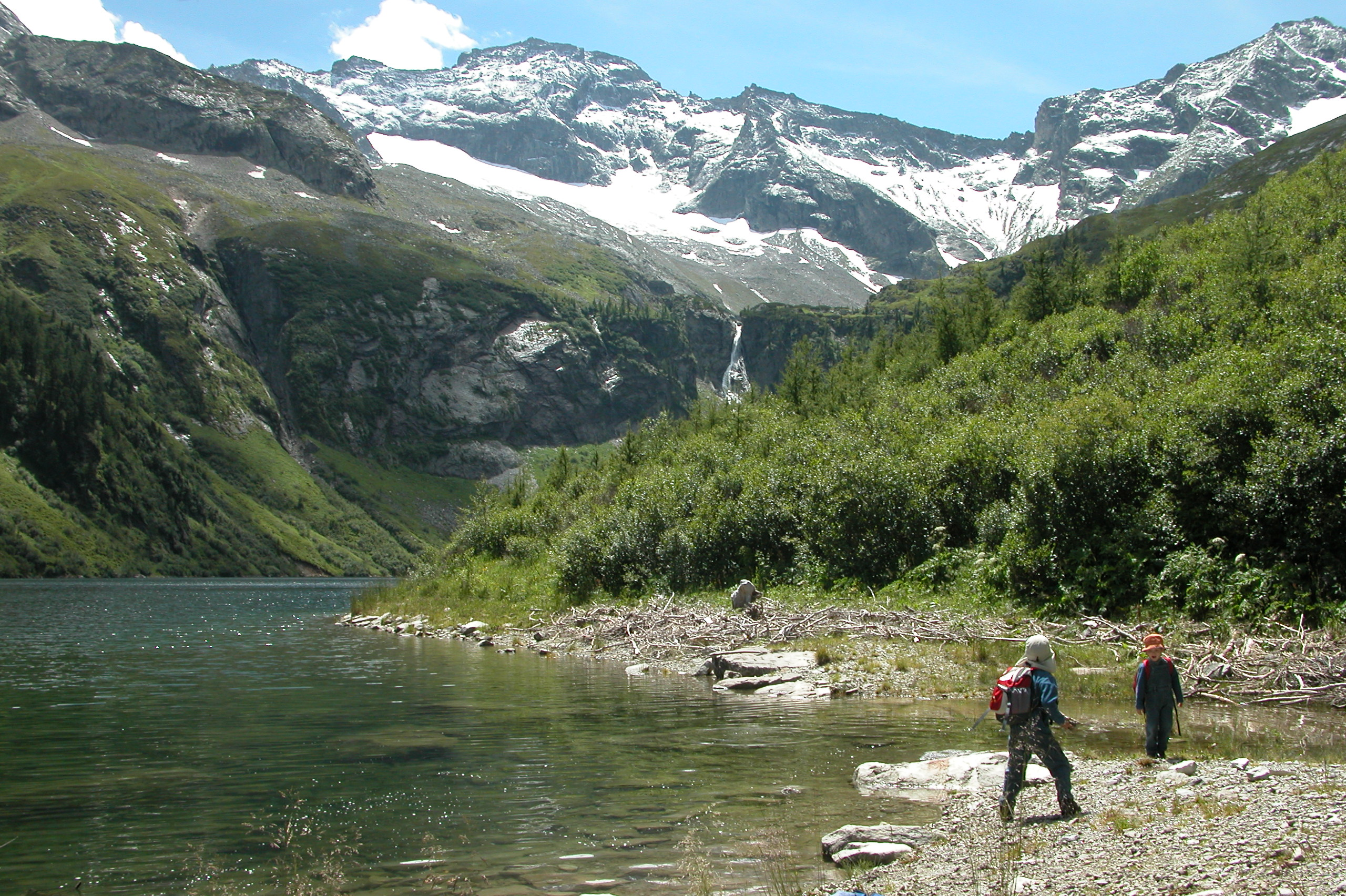

47°04′12″N 13°24′01″E / 47.07000°N 13.40028°E
大哈夫訥山（德語：Großer Hafner），是奧地利的山峰，位於該國北部，處於克恩頓州和薩爾茨堡州接壤的邊界，屬於高地陶恩山脈的一部分，海拔高度3,076米。